# William Edward Story
William Edward Story   (Boston, 29 d'abril de 1850 - Worcester, 10 d'abril de 1930) va ser un matemàtic estatunidenc que va ajudar a la institucionalització de la recerca matemàtica als Estats Units.

## Vida i obra
Story va fer els seus estudis secundaris a Somerville (Massachusetts), on el seu pare era advocat. El 1867 va entrar al Hatvatd College (actualment Universitat Harvard) en el qual es va graduar amb honors en matemàtiques el 1871. De 1871 a 1875 va seguir estudis matemàtics a les universitats de Berlín i de Leipzig, i obtingué el doctorat en aquesta última el 1875. Després d'obtenir el doctorat, va retornar a Harvard, on va ser tutor el curs 1875-1876.
El 1876, quan JJ Sylvester va voler reforçar la recerca en el departament de matemàtiques de la universitat Johns Hopkins, va cridar Story al seu costat. Story es va casar a Baltimore el 1878. El 1884, quan Sylvester ja havia abandonat Johns Hopkins, Story va començar a redissenyar tot el currículum dels estudis de matemàtiques de la universitat. En aquesta universitat va dirigir la tesi doctoral d'un dels seus col·laboradors més importants: Henry Taber.
El 1889, un cop fou nomenat GS Hall president de l’aleshores acabada de fundar universitat de Clark a Worcester (Massachusetts) —i no havent aconseguit atraure matemàtics europeus per a les seves càtedres—, va nomenar Story cap del departament de matemàtiques de la universitat. El departament de matemàtiques es va crear, doncs, amb Story de cap i Henry Taber i Oskar Bolza com docents. Story va mantenir una dedicació entusiasta en la creació d'un fort departament de matemàtiques, de l'estil dels que havia conegut a Europa. Va fer aquesta tasca fins que es va retirar com a emèrit el 1921, havent aconseguit, en els seus primers anys, convertir el seu departament en el departament de matemàtiques més important del nou món.
Story va ser editor de l’American Journal of Mathematics (1878-1882) i de Mathematical Review. També va ser membre de l'Acadèmia Nacional de Ciències dels Estats Units.